# Jonathan Nsenga
Jonathan Nsenga, född 21 april 1973, är en friidrottare från Belgien. Han deltog vid olympiska sommarspelen 1996 och olympiska sommarspelen 2000.